# Немецкий народный союз обороны и наступления
Немецкий народный союз обороны и наступления (нем. Deutschvölkischer Schutz- und Trutzbund) — «самое крупное, деятельное и влиятельное антисемитское объединение в Германии» после Первой мировой войны и одно из самых крупных и известных национальных объединений Веймарской республики, демократическо-парламентскую систему которой он категорически не принимал.

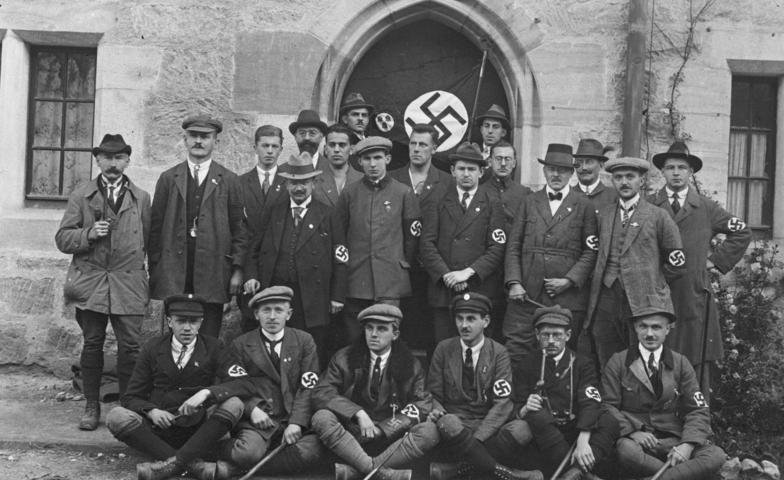
Делегация НСДАП в октябре 1922 года на «Немецком дне», крупном мероприятии Немецкого народного союза обороны и наступления в Кобурге

## Возникновение
Немецкий народный союз обороны и наступления был основан в феврале 1919 года (при основании назывался — Немецкий союз обороны и наступления) на съезде Пангерманского союза в Бамберге. Его задачей должна была быть борьба против еврейства. Главным руководителем был Альфред Рот, тайным председателем с 1 октября 1919 года — Константин фон Гебзаттель (назначенный Эрнстом фон Герцберг-Лоттином). В правление входили в частности Эрнст Антон Франц фон Бодельшвинг, Аугуст Герхард, Пауль Луциус, Фердинанд Вернер, Юлиус Фридрих Леманн, Георг фон Штёссель. Штаб-квартира находилась в Рурорте, в квартире А. Рота, однако позднее была перенесена в Гамбург, когда произошло слияние многих националистических организаций под крышей Сообщества немецких национальных союзов. Спустя месяц после слияния с Имперским союзом «Молот», 1 октября 1919 года Немецкий союз обороны и наступления объединился с Немецким национальным союзом (наследником распущенной Немецкой национальной партии) в Немецкий народный союз обороны и наступления.

## Идеология и деятельность
Манифестом организации было выбрано сочинение председателя Пангерманского союза Генриха Класса «Если б я был кайзером», в котором он изложил своё расистское националистическое мировоззрение. Его лозунгом было «Германия немцам». Главным его покровителем был мюнхенский издатель Юлиус Фридрих Леманн, который требовал в октябре 1918 года ещё одного государственного переворота. Немецкий народный союз обороны и наступления агитировал против веймарской демократии, против всех левых движений и евреев. На пике своей деятельности в 1923 году он объединял почти 800 тысяч членов.
После убийства министра иностранных дел Веймарской республики Вальтера Ратенау Немецкий народный союз обороны и наступления был запрещён на основании Закона о защите республики в большинстве земель Германии (за исключением Баварии, Анхальта и Мекленбург-Стрелица) из-за своей причастности к этому преступлению. Союзом также было поддержано покушения на Маттиаса Эрцбергера и Филиппа Шейдемана (см. Организация «Консул»).

## Известные члены
Известными членами организации среди прочих были Герцлаф фон Герцберг, Вернер Бест, Леонардо Конти, Курт Далюге, Дитрих Экарт, Готфрид Федер, Ханс Ф. К. Гюнтер, Рейнхард Гейдрих, Карл Кауфман, Гинрих Лозе, Фриц Заукель, Юлиус Штрейхер, Артур Гольф и другие.